# Narodowy Uniwersytet Medyczny im. Ołeksandra Bohomołcia
Narodowy Medyczny Uniwersytet im. O. Bohomolca (ukr. Національний медичний університет імені Олександра Богомольця) – ukraińska uczelnia wyższa w Kijowie, założona w 1841.

## Historia
W 1840 roku cesarz Mikołaj I podpisał Cesarski Reskrypt, który zainicjował otwarcie Wydziału Lekarskiego na Imperatorskim Uniwersytecie Kijowskim św. Włodzimierza. We wrześniu 1841 roku zatwierdzono decyzję profesorów Uniwersytetu Kijowskiego na otwarcie nowego wydziału uniwersytetu, w którym, początkowo, studiowało 29 studentów. W 1842 roku rozpoczął swą działalność Wydział Medyczny. W 1920 roku wydział został przekształcony w Kijowski Instytut Zdrowia. Wraz z początkiem II wojny światowej na Ukrainie (1941), pracowników Instytutu ewakuowano do Charkowa, a następnie do Czelabińska. Dwa lata później Instytut wznowił swą działalność. W 1946 roku nastąpiła zmiana nazwy na Akademię Nauk i przyjął imię patrona, Oleksandra Bohomolca. W 1992 roku nastąpiła reorganizacja i w ten sposób placówka otrzymała obecną nazwę Narodowego Uniwersytetu Medycznego im. O. Bohomolca.

## Wydziały
- Wydział Lekarski 1
- Wydział Lekarski 2
- Wydział Lekarski 3
- Wydział Lekarski 4
- Wydział Dentystyczny
- Wydział Farmaceutyczny
- Wydziały uczelni psychologicznej[2]

## Znani absolwenci i wykładowcy
- Michaił Bułhakow – rosyjski pisarz i dramaturg,
- Łukasz (Wojno-Jasieniecki) – rosyjski biskup prawosławny, święty Rosyjskiego Kościoła Prawosławnego,
- Ołeh Musij – minister ochrony zdrowia w Rządzie Arsenija Jaceniuka,
- Władimir Prawdicz-Nieminski – ukraiński fizjolog[1].